# Villeneuve-sous-Charigny
 Villeneuve-sous-Charigny  es una población y comuna francesa, en la región de Borgoña, departamento de Côte-d'Or, en el distrito de Montbard y cantón de Semur-en-Auxois.

## Demografía
| 64 | 41 | 40 | 76 | 92 | 83 |
| Para los censos de 1962 a 1999 la población legal corresponde a la población sin duplicidades (Fuente: INSEE [Consultar]) |    |    |    |    |    |